# Aeronca 50 Chief
Aeronca 50 Chief — лёгкий двухместный самолёт общего назначения, выпускавшийся серийно в США компанией Aeronca Aircraft Inc с 1938 по 1940 год. За это время было выпущено 430 самолётов в различных модификациях. 

## История
Самолёт был разработан на основе Aeronca K Scout в качестве модернизации серии К. Однако к 1938 году конкурентная ситуация на рынке самолётов экономкласса изменилась, и Aeronca не могла конкурировать по цене с Piper J-3 Cub от Piper Aircraft.
Вывод самолётов 50 серии на рынок по цене, вдвое большей, чем у Piper, мог закончиться полным провалом. В качестве рекламной акции, показывающей надёжность новой машины, лётчик Джонни Джонс преодолел на самолёте Aeronca 50C Chief расстояние в 4484 км между Лос-Анджелесом и Нью-Йорком за 30 часов 47 минут с 29 по 30 ноября 1938 года. Средняя скорость в полёте составила 145 км/ч.
В 1938 году самолёты продавались по цене от 1795 долларов. Несмотря на достаточно высокую стоимость самолёт своим комфортом и лётными характеристиками пришёлся по вкусу покупателям и пользовался устойчивым спросом. В 1939 году цена снизилась до 1695 долларов.
В 1939 году Aeronca модернизировала самолёт, дав ему новое имя — Aeronca 65 Super Chief. Основным новшеством был более сильный мотор. В 1940 году выпуск самолётов 50 серии с 50-сильными моторами был прекращён.
В настоящее время в рабочем состоянии остаются не более десятка машин.

## Конструкция
Самолёт построен по схеме высокоплана. Фюзеляж формировался из алюминиевых труб и балок, обтянутых просмоленной прочной тканью. Крылья имеют ячеистую структуру. В оригинале формировались из еловых лонжеронов и стрингеров, обтягиваемых тканью. Снизу крылья подпираются двумя металлическими подкосами каждое.
Шасси неубираемые, с управляющим хвостовым колесом. Кабина полностью остеклена, имеет обогрев и освещение. Пилот и пассажир находятся рядом друг с другом. За их спинами располагается багажная полка.
Винт двухлопастной, установлен в передней части фюзеляжа. Шаг винта неизменяемый.

## Лётно-технические характеристики
Источник данных: Уголок неба

Технические характеристики
- Экипаж: 1 чел.
- Пассажировместимость: 1 чел.
- Длина: 6,40 м
- Размах крыла: 10,97 м
- Высота: 2,00 м
- Площадь крыла: 15,70 м²
- Масса пустого: 599 кг
- Силовая установка: 1 × ПД Continental A-50
- Мощность двигателей: 1 × 50 л. с.

Лётные характеристики
- Максимальная скорость: 174 км/ч
- Крейсерская скорость: 153 км/ч
- Практическая дальность: 418 км
- Практический потолок: 4500 м

## Модификации
- Aeronca KCA Chief — переработанная версия самолёта Aeronca K Scout с мотором Continental A-50. Была сертифицирована в 1938 году под этим названием, но рекламировалась под названием Aeronca 50 Chief. Выпущено 62 экземпляра.
- Aeronca KF Chief — вариант с 50-сильным мотором Franklin 4AC. Построено 5 экземпляров.
- Aeronca KM Chief — вариант с 50-сильным мотором Menasco M-50. Построено 9 экземпляров.
- Aeronca 50C Chief — базовая версия самолёта с мотором Continental A-50. Построено 248 экземпляров.
- Aeronca 50F Chief — вариант с 50-сильным мотором Franklin 4AC. Построено 40 экземпляров.
- Aeronca 50L Chief — вариант с 50-сильным мотором Lycoming O-145. Построено 65 экземпляров, в том числе:
  - Aeronca 50LA Chief — 20 экземпляров с изменённой формой капота для лучшего охлаждения двигателя.
- Aeronca 50M Chief — экспериментальный самолёт с мотором Menasco M-50. Бортовой номер NC21070.